# 布勒內什蒂鄉 (登博維察縣)
45°01′59.88″N 25°25′00.12″E / 45.0333000°N 25.4167000°E
布勒內什蒂鄉（羅馬尼亞語：Comuna Brănești, Dâmbovița），是羅馬尼亞的鄉份，位於該國南部，由登博維察縣負責管轄，面積18平方公里，海拔高度355米，2007年人口4,051，人口密度每平方公里226人。